# Patagonische purperzwaluw
De Patagonische purperzwaluw (Progne elegans) is een zangvogel uit de familie Hirundinidae (zwaluwen).

## Verspreiding en leefgebied
Deze soort broedt van Bolivia tot zuidelijk Argentinië en trekt na de broedtijd naar het noorden tot Colombia.

## Status
De grootte van de populatie is niet gekwantificeerd maar de soort wordt omschreven als algemeen in tenminste delen van zijn verspreidingsgebied. Op de Rode lijst van de IUCN heeft deze soort de status niet bedreigd.